# Ubaldo Fillol
Pour les articles homonymes, voir Fillol.

Ubaldo Matildo Fillol, né le 21 juillet 1950 à San Miguel del Monte (Province de Buenos Aires), surnommé El Pato, est un entraîneur de football et ancien gardien de but argentin.

## Biographie
Il représente son pays lors de trois Coupes du monde : en 1974, 1978 (il est champion du monde cette année-là et élu meilleur gardien de la compétition) et 1982.
En 1977, il est le premier gardien de but à être élu joueur de l'année (Olimpia de Plata) par les journalistes argentins.
Pour l'anecdote, lors du Mundial 1978 Fillol hérite du maillot numéro 5 au lieu du n°1 habituellement réservé aux gardiens. À l'époque l'Argentine attribue les maillots aux joueurs selon leur ordre alphabétique. Le numéro 1 est ainsi attribué à Norberto Alonso. Pour les mêmes raisons Fillol porte le numéro 7 lors de la Coupe du monde 1982. 
Ubaldo Fillol compte un total de 56 sélections en équipe d'Argentine.

## Clubs
| Saison    | Club                      |
| --------- | ------------------------- |
| 1969-1971 | Quilmes AC                |
| 1972-1973 | Racing Club de Avellaneda |
| 1974-1983 | Club Atlético River Plate |
| 1983      | Argentinos Juniors        |
| 1984-1985 | Flamengo                  |
| 1985-1986 | Atletico Madrid           |
| 1987-1989 | Racing Club               |
| 1989-1990 | Vélez Sarsfield           |

## Titres
| Saison | Équipe                 | Titre                     |
| ------ | ---------------------- | ------------------------- |
| 1972   | Defensores de Belgrano | Championnat Primera C     |
| 1973   | Club Atlético Huracán  | Championnat Metropolitain |
| 1975   | Argentine              | Copa Newton               |
| 1976   | Argentine              | Copa Newton               |
| 1976   | Argentine              | Copa Felix Bogado         |
| 1976   | Argentine              | Copa Lipton               |
| 1976   | Argentine              | Copa Ramon Castilla       |
| 1978   | Argentine              | Coupe du monde 1978       |
| 1978   | Argentine              | Copa Ramon Castilla       |
| 1984   | CA Independiente       | Copa Libertadores         |